# Stadion Jaklić
Stadion Jaklić – wielofunkcyjny stadion w Bugojnie, w Bośni i Hercegowinie. Może pomieścić 11 000 widzów. Swoje spotkania rozgrywają na nim piłkarze klubu Iskra Bugojno.